# Tycho (músico)
Scott Hansen (nacido en 1977), conocido artísticamente como Tycho,  es un músico de ambient y productor discográfico estadounidense. También es conocido como ISO50 por sus trabajos fotográficos y de diseño. Actualmente Tycho trabaja (y ha trabajado anteriormente) bajo el sello discográfico Ghostly International,  pero también ha trabajado bajo los sellos Merck Records y Gammaphone Records.
Su canción Dictaphone's Lament  fue utilizada como pista de un video musical llamado Live Life to the Fullest, que fue realizado por y presentado en Toonami, el bloque de acción nocturno de Cartoon Network. En adición a ello, su canción Cascade (originalmente hecha para una compilación de Adult Swim/Ghostly International)  fue tocada durante los momentos finales de la emisión original de 11 años de Toonami en 2008.

## Sonido
El Proyecto musical de Scott Hansen ‘Tycho’ está influenciado y es comparado con artistas como DJ Shadow, Ulrich Schnauss, y el dúo escocés de música electrónica Boards of Canada. [8] Su música capta el sonido de la década de 1970 a través de los medios de comunicación analógicas sin dejar de ser progresiva y futurista. Los temas de la nostalgia, la infancia y el mundo natural se intercalan a lo largo de la obra de Tycho. Interludios o viñetas breves también cuentan en el trabajo anterior de Tycho. En 'Past is Prologue' se seleccionaron fragmentos de emisiones acompañados por atmósferas incluidas por Hansen al capturar un momento o estado de ánimo específico. En general, la mezcla de sintetizadores electrónicos, instrumentación en vivo y clips de sonido de la vieja escuela crea un sonido que resulta fácil de identificarse, como orgánico.
Hasta su disco principal ‘Dive’, no surge una liberación, dónde Hansen trabajó como solista y utilizó la estación de trabajo de audio digital, Cakewalk Sonar, para trabajar con sintetizadores analógicos, sintetizadores de hardware analógico virtual, sintetizadores de hardware digital y sintetizadores VSTI así como muestras derivadas de instrumentación en vivo, interpretado por el propio Hansen. Si bien en la creación del álbum cambió su uso habitual a Reaper como programa más dinámico al que Hansen acredita, le permitió terminar el álbum 'Dive'. La gira del álbum contó por primera vez con una banda en vivo, por lo que la hibridación de la experiencia creativa de la música electrónica con la energía dinámica de una actuación con instrumentos en vivo hizo evolucionar su proyecto musical. Después de las giras realizadas, Scott Hansen decidió abrir permanentemente el proyecto en solitario, y trabajar tanto en la gira y en el estudio, junto con otros dos miembros de la banda, Zac Brown, en el bajo y la guitarra, y Rory O'Connor, en la batería. Al realizar, todas las guitarras en vivo, estos sonidos jugaron muy bien para y por Scott o Zac. Así como el Bajo también está siempre vivo, con la excepción del tema: ‘Hours’ del álbum. Los tambores se tocan en vivo por Rory, además los sintetizadores de plomo también resultan muy vivos. Scott Hansen a menudo toca la guitarra mientras que acciona muestras de sonidos de pedal con su pie. El objetivo de Hansen es encontrar el equilibrio entre la naturaleza fluida del show en vivo de Tycho a través de artistas que toquen los instrumentos físicos con la precisión y la capacidad de permanecer fiel al álbum de música electrónica previamente grabado.

## Miembros del Directo (Tour)
Actuaciones recientes de Tycho han incluido una banda de acompañamiento en vivo.
- Scott Hansen -Sintetizadores, Guitarra, Bajo, Visuales, Programación
- Zac Brown - Guitarra & Bajo
- Rory O'Connor - Percusión
- Joseph Davancens - Sintetizador, Bajo

## Discografía

### Álbumes
- Sunrise Projector (2004, Gammaphone Records)
- Past is Prologue (2006, Merck Records)
- Dive (2011, Ghostly International)
- Awake (2014, Ghostly International)[8]
- Epoch (2016, Ghostly International)
- Weather (2019, Mom + PopNinja Tune)
- Simulcast (2020,  Ninja Tune (Mom + Pop in the US)
- Infinite Health (2024,  Ninja Tune (Mom + Pop in the US)
- Where you are (2024,  Ninja Tune (Mom + Pop in the US)

### EP
- The Science of Patterns (2002/2007, independent/relanzamiento de Gammaphone)
- Fragments / Ascension (2013, Ghostly International, dividido c/ Thievery Corporation)

### Sencillos
- "Past is Prologue" 12" sampler (2006, Merck Records)[9]
- "Adrift/From Home" (2008, Ghostly International)
- "The Daydream/The Disconnect" (2007, Ghostly International)
- "Coastal Brake" (2009, Ghostly International)
- "Hours" (2011, Ghostly International)
- "Dive (Radio Edit)" (2011, Ghostly International)
- "Dive" (2012, Ghostly International)
- "Awake" (2013, Ghostly International)
- "Montana" (2014, Ghostly International)

### Remixes
- Little Dragon - "Little Man" (Tycho Remix)[10]
- Ulrich Schnauss - "I Take Comfort In Your Ignorance" (Tycho Remix)[11]
- Thievery Corporation - "Fragments" (Tycho Remix)[12]